# Continente (hipermercado)
Continente es una cadena portuguesa de hipermercados que pertenece a Sonae. La empresa fue fundada originalmente en Francia en 1972 por el grupo Promodès bajo el nombre «Continent», y llegó a Portugal en 1985 gracias a una sociedad conjunta con el grupo Sonae. Aunque la marca desapareció a nivel mundial en 2000 tras la fusión de Promodès y Carrefour, se mantuvo en Portugal después de que Sonae se hiciese con el control total de la empresa en 2004.
Actualmente gestiona las marcas Continente (hipermercados), Continente Modelo (supermercados) y Continente Bom Dia (proximidad).

## Historia

### Grupo Promodès
«Continent» fue fundada en 1972 por el grupo francés Promodès, siendo la marca que agrupaba los cinco hipermercados que hasta entonces tenía en Francia. Con el paso del tiempo, la empresa expandió su negocio a la península ibérica, a través de nuevas aperturas en España (1976) y Portugal (1985). La empresa utilizó la marca traducida «Continente» para sus establecimientos en la península ibérica. Sin embargo, había diferencias entre ambos países. Los Continente de España estaban controlados directamente por Promodès, y junto a ellos había otros establecimientos complementarios como los talleres mecánicos Feu Vert o los restaurantes Gofy y Nostrus. En cambio, los Continente de Portugal eran gestionados por la alianza Modelo Continente entre Promodès y Sonae, que ya controlaba los supermercados Modelo.
En 1999 se produjo la fusión entre Promodès y Carrefour, por lo que «Continent[e]» desapareció a nivel mundial. La operación afectó en España a las marcas Continente y Pryca, cuyos establecimientos fueron renombrados Carrefour a partir de septiembre de 2000. Sin embargo, la decisión no afectó a Portugal porque Sonae era el accionista mayoritario en la sociedad que ambos gestionaban.

### Continente Portugal
En 2004, Carrefour vendió su participación en Modelo Continente al grupo Sonae por 345 millones de euros. El acuerdo implicaba la cesión gratuita de los derechos exclusivos de la marca Continente, por lo que en 2005 se implementó una nueva imagen corporativa para todos los supermercados e hipermercados. Carrefour y Continente compitieron entre sí durante tres años, hasta que Sonae le compró en 2007 los doce hipermercados y ocho gasolineras que mantenía, por 662 millones de euros. Esta operación convirtió a Continente en el mayor grupo minorista de Portugal.
Sonae quiso abrir hipermercados Continente en España en 2008, para lo cual registró la marca en España, acogiéndose a la falta de uso de la marca por parte de Carrefour. La pugna judicial por la marca duró hasta 2019, cuando el Tribunal Supremo falló a favor de Sonae al considerar que la marca Continente pertenece al grupo portugués. Este ligitio por la marca, sumado a la crisis económica que comenzó en 2008 hicieron desistir a Sonae de implementar su expansión en España.